# Agua Mineral San Benedetto
Agua Mineral San Benedetto SpA es una empresa de bebidas con sede en Italia, con operaciones en Italia y España.

## Historia
La empresa fue fundada el 10 de abril de 1956, por los hermanos Bruno y Ermenegildo Scattolin. En 2010, la empresa pasó por un período de reestructuración y reorganización. En 2012, la compañía recibió el Superior Taste Award 2012 por el International Taste y Calidad de Bruselas.
Su logo presenta la silueta de un vencejo.
En 1995 se abrió la stabilimendo en San Antonio de Requena.